# Sycophaga callani
Sycophaga callani is een vliesvleugelig insect uit de familie Torymidae. De wetenschappelijke naam is voor het eerst geldig gepubliceerd in 1955 door Grandi.